# Eustache Deschamps
Eustache Deschamps (narozen v obci  Vertus, kraj Champagne, Francie, kolem roku 1340, zemřel  mezi rokem 1404 a začátkem roku 1405) byl francouzský básník, literární teoretik, politik a diplomat. 

## Život
Není známo přesné datum jeho narození, ani jména jeho rodičů. Později používal příjmení otce Morel. Nejspíš pocházel z nižší šlechty. Ve Vertus vlastnil dům nazývaný Des Champs, odtud jeho příjmení. V mládí navštěvoval Kapitulní školu v Remeši a stal se Machautovým žákem.
V letech 1358-1366 studoval práva na Univerzitě v Orleánsu, aniž dosáhl nějakého titulu. Po ukončení studií odešel do Paříže, kde se oženil a měl tři děti. Jeho žena, neznámé identity, zemřela čtyři roky po svatbě.
V roce 1368 se dostal do služeb francouzského krále Karla V. a zůstal mu věrný až do roku 1380, kdy král zemřel. U dvora zůstal i ve službách Karla VI. Byl i při tažení krále do Flander (1382) a v roce 1984 konal inspekční cestu po Pikardii. Po návratu si zakoupil v Paříži dům v Rue du Temple. Od krále dostal také peníze na rekonstrukci rodného domu ve Vertus, který Angličané vypálili. Postupoval v kariéře u dvora. V roce 1389 byl jmenován královským hejtmanem v Senlis a tím byl 12 let. V té době se také podílel na organizaci přijetí římského a českého krále Václava IV. v Remeši.

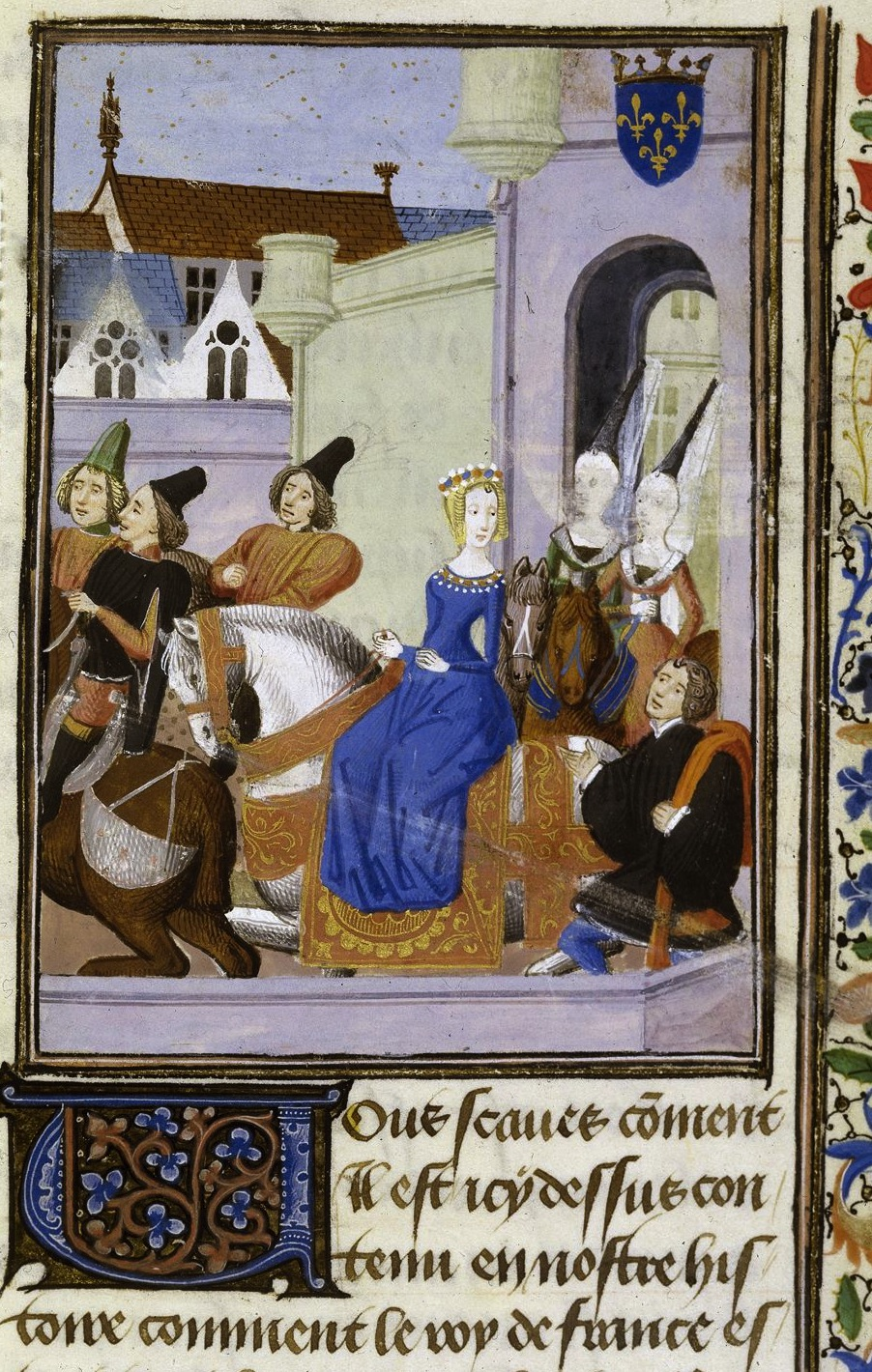
Valentina Visconti

V roce 1392 začalo jeho působení na dvoře Ludvíka Orleánského, mladšího bratra krále. Stal se osobním básníkem jeho ženy Valentiny Visconti. Zde obdržel titul Vévodský rádce a komorník. V diplomatických službách vykonával různé cesty do okolních zemí. Diplomatické povinnosti Deschampse zavedly i Čech a na Moravu, které hodnotil nelichotivě. Roku 1404 ho na postu královského hejtmana vystřídal Pierre de Précy. Básníkovi bylo již 64 let, byl nemocný a cítil se zrazený. Pravděpodobně krátce na to zemřel.

## Dílo

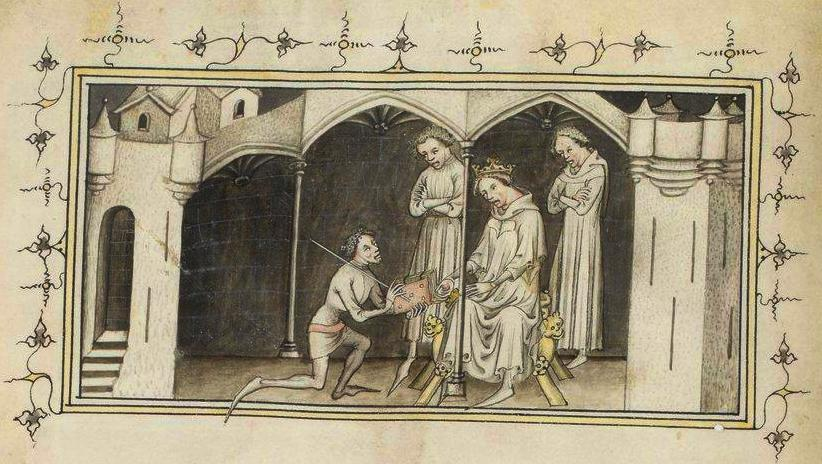
Eustache Deschamps předává svou knihu Karlu VI.

Po celý život komentoval ve svém díle překotné události své doby. Často jeho básně sloužily k pobavení dvora. První jeho dochovaná skladba je z roku 1368 s názvem Charta nábožných ožralů. Roku 1383 daroval své dílo Lejch o lidské slabosti Karlu VI. Psal verše o válce, o svých cestách, o jídle, hostinách, o víně, Paříži, událostech u dvora, o moru a zdraví.                         
Deschamps napsal přes 1500 krátkých, většinou satiricky laděných básní, z toho 1175 balad, a také jednu dlouhou báseň, satiru na ženy Le Miroir de Mariage (Zrcadlo manželství)  o 12 103 verších. Psal také prózu; důležitá je jeho teorie francouzského verše L'Art de dictier et de fere chancons, balades, virelais et rondeaulx (1392).